# Liste der Baudenkmale in Oldenburg (Oldb) – Gerichtsstraße
In der Liste der Baudenkmale in Oldenburg (Oldb) – Gerichtsstraße stehen alle Baudenkmale der Gerichtsstraße in Oldenburg (Oldb).  Die Quelle der IDs und der Beschreibungen ist der Denkmalatlas Niedersachsen.
Der Stand der Liste ist das Jahr 2022(9).

## Allgemein
In den Spalten befinden sich folgende Informationen:
- Lage: die Adresse des Baudenkmales und die geographischen Koordinaten. Kartenansicht, um Koordinaten zu setzen. In der Kartenansicht sind Baudenkmale ohne Koordinaten mit einem roten Marker dargestellt und können in der Karte gesetzt werden. Baudenkmale ohne Bild sind mit einem blauen Marker gekennzeichnet, Baudenkmale mit Bild mit einem grünen Marker.
- Bezeichnung: Bezeichnung des Baudenkmales
- Beschreibung: die Beschreibung des Baudenkmales. Unter § 3 Abs. 2 NDSchG werden Einzeldenkmale und unter § 3 Abs. 3 NDSchG Gruppen baulicher Anlagen und deren Bestandteile ausgewiesen.
- ID: die Objekt-ID des Baudenkmales
- Bild: ein Bild des Baudenkmales, ggf. zusätzlich mit einem Link zu weiteren Fotos des Baudenkmals im Medienarchiv Wikimedia Commons. Wenn man auf das Kamerasymbol klickt, können Fotos zu Baudenkmalen aus dieser Liste hochgeladen werden:

Zurück zur Hauptliste
| Lage                                         | Bezeichnung  | Beschreibung | ID       | Bild |
| -------------------------------------------- | ------------ | --- | -------- | ---- |
| Gerichtsstraße 1 53° 8′ 4″ N, 8° 12′ 52″ O   | Arkadenmauer | Backsteinmauer mit Blendarkaden umschließt das Gefängnis Gerichtstraße 1. Weitere Mauer um den Gefängnishof des Landgerichts (Gerichtstraße 4). | 42782217 | BW   |
| Gerichtsstraße 1 53° 8′ 4″ N, 8° 12′ 53″ O   | Werkstatt    | Eingeschossiges, giebelständiges Backsteingebäude mit Satteldach | 37419083 | BW   |
| Gerichtsstraße 1 53° 8′ 4″ N, 8° 12′ 55″ O   | Gefängnis    | Breitgelagerter, dreigeschossiger Ziegelbau von 19 Achsen auf hohem Kellergeschoß unter Satteldach. An der Rückseite mittig ebenfalls dreigeschossiger Seitenflügel unter Walmdach. Fassade mit übergiebeltem Mittelrisalit, davor zweiläufige Freitreppe. Überkuppeltes Entrè. Gewölbekeller. 1855 errichtet, 1882/86 erweitert. Backsteinmauer mit Blendarkaden umschließt zwei Gefängnishöfe. | 37426002 |      |
| Gerichtsstraße 6 53° 8′ 2″ N, 8° 12′ 56″ O   | Wohnhaus     | Zweigeschossiger, giebelständiger Putzbau unter Mansarddach an der Ecke zur Schubertstraße. Halbrunder Erker im EG, eingezogener Eckeingang, Mittelrisalit unter Mansarddach zur Schubertstraße. 1908/09 von Baurat Carl Ferdinand Adolf Rauchheld errichtetes Wohnhaus für den Gefängnisinspektor.                                                                                              | 40283091 | BW   |
| Gerichtsstraße 11 53° 8′ 1″ N, 8° 13′ 0″ O   | Wohnhaus     | Eingeschossiger, verputzter Bau unter giebelständigem Giebelmansarddach. An der rechten Fassadenseite polygonaler Standerker, linke Traufseite mit überdachtem Eingang in Form eines Walmdaches. 1914 von Architekt Ludwig Freytag errichtet. | 37463016 | BW   |
| Gerichtsstraße 13 53° 8′ 0″ N, 8° 13′ 0″ O   | Wohnhaus     | Zweigeschossiger Putzbau auf hohem Sockelgeschoss mit ineinanderververschnittenen Mansardwalm- und giebeldach. Vor der Fassade mittig zweigeschossiger Erker mit flachem Walmdach, rechts davon Altan mit Balkon. An der Nordseite Eingang mit dahinterliegendem Treppenhaus für die drei Etagenwohnungen. 1913/1914 errichtet.                                                                  | 37463038 | BW   |
| Gerichtsstraße 18 53° 7′ 59″ N, 8° 13′ 0″ O  | Wohnhaus     | Zweigeschossiger Putzbau auf hohem Sockelgeschoss mit ineinanderververschnittenen Mansardwalm- und giebeldach. Vor der Fassade mittig zweigeschossiger Erker mit flachem Walmdach, an der Nordostecke Runderker. Eingang mit dahinterliegendem Treppenhaus für die drei Etagenwohnungen an der Nordseite, Eingangsachse mit steilem Mansardgiebeldach betont. 1913/1914 errichtet.               | 37463133 | BW   |
| Gerichtsstraße 20 53° 7′ 59″ N, 8° 12′ 59″ O | Wohnhaus     | Zweigeschossiger Putzbau auf hohem Sockelgeschoss mit ineinanderververschnittenen Mansardwalm- und giebeldach. Vor der linken Fassadenhälfte zweigeschossiger, dreiseitiger Erker mit Austritt. An der Nordseite Eingang mit dahinterliegendem Treppenhaus für die drei Etagenwohnungen. 1913/1914 errichtet.                                                                                    | 37463155 | BW   |
| Gerichtsstraße 22 53° 7′ 58″ N, 8° 13′ 0″ O  | Wohnhaus     | Zweigeschossiger Putzbau auf hohem Sockelgeschoss mit ineinanderververschnittenem Mansardwalm- und Giebeldach. Vor der Fassade mittig zweigeschossiger Erker mit flachem Walmdach, an der Südwestecke polygonaler Erker. Eingang mit dahinterliegendem Treppenhaus für die drei Etagenwohnungen an der Nordseite, Eingangsachse mit steilem Mansardgiebeldach betont. 1913/1914 errichtet.       | 37463177 | BW   |